# Brendola (fiume)
Il fiume Brendola è un corso d'acqua del Veneto.

## Origine del nome
Brendola deriva dalle "brendole", termine locale che indica i piccoli corsi d'acqua che abbondano nella zona, attribuito sin dal Medioevo.
Il fiume però vede nella cartografia storica diversi nominativi: nel 1570 viene citato come "El Fiume da Brendole", nome che troviamo anche nella cartografia della Repubblica di Venezia del 1620; nel 1622 Fiumetto e nel 1625 Fiumesello. Nelle carte dell'Impero austriaco sul Ducato di Venezia stese nel XVIII secolo viene già nominato "Brendola".

## Storia

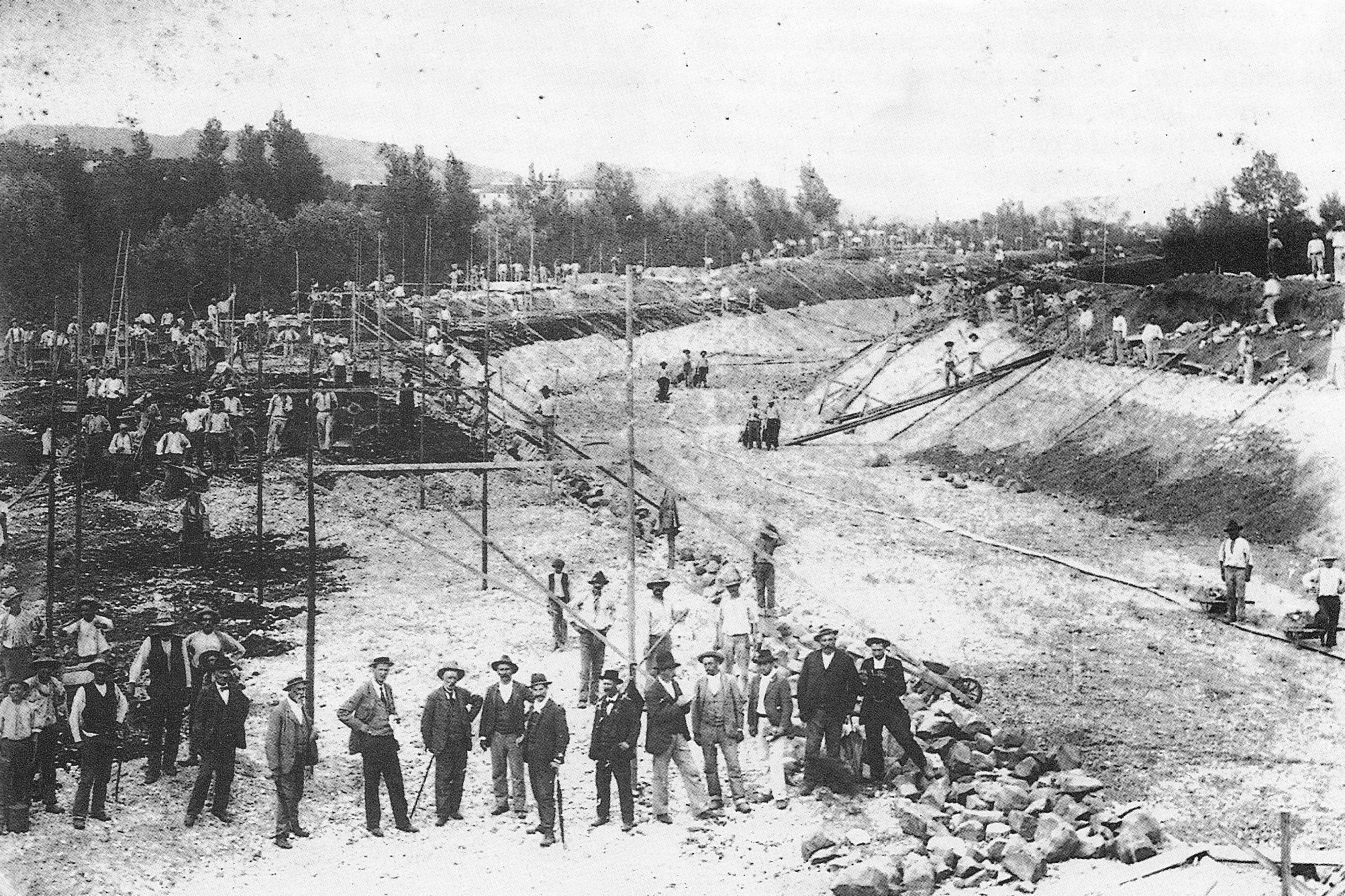
Brendolani al lavoro per rimediare alla rotta del Brendola del 1882.

L'intera area è stata fin troppo abbondante d'acqua ancora dagli insediamenti preistorici, con un'estesa palude nel bacino del fiume tra gli attuali centri urbani di Vo' e S. Apollonia. Anche a causa di una cattiva gestione da parte della comunità di Montecchio Maggiore, il Brendola ha sempre avuto piene e la piana alluvioni, lasciando la zona semipaludosa. Il fiume è stato interessato da 56 piene documentate tra il 1513 e il 1926, con una media di un'esondazione ogni 7 anni. Si annoverano due sole secche del Brendola, nel 1473 e nel 1639.
Nel 1598 nacque il Consorzio Fiumicello Brendola, attivo fino agli inizi del XX secolo sotto diverse denominazioni, allo scopo di gestire le rotte del Brendola e di compiere studi per sviluppare progetti di riqualificazione del bacino. Numerosissimi furono gli interventi necessari per riparare i danni del fiume nel corso dei secoli. La popolazione locale sfruttò però la costanza dell'acqua corrente installando importanti mulini sul territorio, come il Molino del Vo' e il Molin Ferramosca Campagnaro, grazie ai quali e intorno ai quali si sono sviluppati i centri urbani dando modo agli abitanti di scendere dai colli.
Con l'industrializzazione del secondo dopoguerra italiano il Brendola è interessato da un crescente inquinamento, a causa delle fabbriche di Brendola e Alte Ceccato sorte nei pressi della sorgente del fiume. Nel 1961 la popolazione di Vo' presenta al prefetto una petizione per indagare sul livello degli inquinanti inseriti nel Brendola quasi non più potabile. Nel 1973 venne installato un depuratore all'origine, con un sostanziale nulla di fatto; anche negli anni '80 la situazione resta grave. Le normative europee hanno poi migliorato la situazione, nonostante alcune inchieste degli anni 2010.

## Corso del fiume

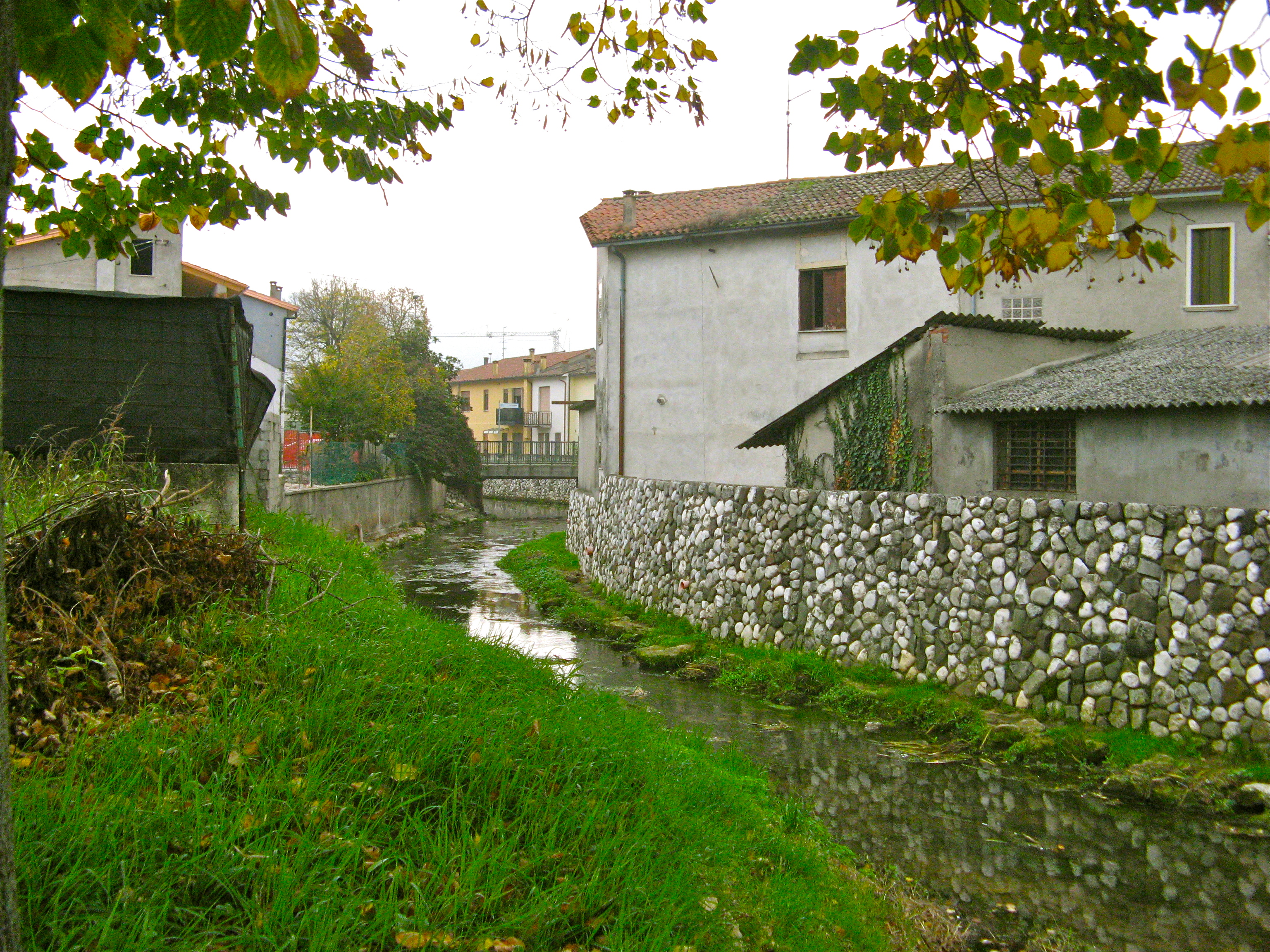
Tratto del Brendola all'ingresso a Vo'.

Il Brendola nasce in località Soastene, nell'attuale zona industriale ai confini con Alte Ceccato. Il corso prosegue parallelamente alla Strada Provinciale 12 "Bocca D'Ascesa", a sud-ovest del centro urbano di Brendola, oltre il quale incontra il Rio delle Spesse; giunge all'interno di Vo', sviluppato intorno al fiume, costretto a delle anse tra gli edifici; attraversa l'area agricola della piana di Brendola raccogliendo tutte le acque che scendono dai colli e fuoriescono dai pozzi e dalle risorgive, abbondanti nel luogo. Il fiume poi prosegue verso ovest fino a incontrare il centro abitato di Meledo, dopodiché il corso è diretto a sud, parallelo all'ex Strada statale 500 di Lonigo (immediatamente ad ovest di essa); tange Sarego, da dove affianca il Guà creando un percorso pedonale. Sfocia infine nel comune di Lonigo, unendosi definitivamente al Guà sotto il Ponte della Vittoria.

## Flora e fauna
Il bacino idrografico del Brendola, comprendente i comuni di Montecchio Maggiore, Brendola, Montebello Vicentino, Sarego, Arcugnano, Zovencedo, Grancona e Lonigo, accoglie ecosistemi di qualità medio-buona tipici degli ambienti agrari.
Tra la fauna, caratteristici lungo il fiume sono la volpe, il tasso, la faina e la donnola, e nella parte più boschiva il capriolo, il ghiro, il moscardino e molti altri roditori più piccoli, come arvicole, toporagni comuni e vari topi. Nidifica regolarmente nella zona il falco pecchiaiolo, e frequenti sono anche lo sparviero, il falco pellegrino, la poiana, l'albanella minore; tra i rapaci notturni, i più diffusi sono l'allocco, il barbagianni, la civetta, l'assiolo e il succiacapre. Altri uccelli facilmente individuabili e dai versi riconoscibili sono l'upupa, il torcicollo, la diffusa tortora dal collare orientale, il cuculo e il rondone, senza contare i numerosi passeriformi. Tra i rettili e gli anfibi, comune è la vipera così come il saettone, mentre negli strettissimi pressi del fiume si incontra la natrice (o biscia d'acqua), e altrettanto frequentemente l'orbettino italiano, il ramarro occidentale (in diminuzione) e varie lucertole; popolano le numerose risorgive i rospi comune e smeraldino, e il raro ululone dal ventre giallo, come alcune raganelle. I corsi d'acqua del bacino sono popolati da varie specie di pesci.
La flora del bacino è decisamente termofila e floristicamente scarna; oltre alle coltivazioni, tra le specie spontanee appaiono il pioppo nero, il gelso, l'acacia e il noce. Come piante erbacee, diffuse sono l'artemisia, l'eliantemo, il garofano, la pervinca minore, la viola. Si nota la curiosa presenza del fico d'India, inusuale per la zona ma spontaneo sulle rocce vulcaniche di cui sono formati parte dei colli del bacino idrografico del Brendola. La parte boschiva a monte della Roggia Degora è chiamata "pineta" per la presenza di alcune conifere.

## Affluenti
Durante il suo percorso, il Brendola è alimentato dalle varie fonti d'acqua presenti nel territorio. Questi i principali affluenti (divisi in destri e sinistri) da monte a valle:
Sinistri
Acque provenienti da Brendola, Arcugnano e Zovencedo
- Scolo Callesella e Scolo Cavazza, immissari da Alte Ceccato
- Fosso Gotoro-Scolo Santa Bertilla, proveniente dalla recente zona urbanizzata Soastene-Goia
- Rio delle Spesse, con sorgente in Contrà Valle
- Roggia Degora, che raccoglie le acque della piana, ossia:
  - Valle dello Scarantone
  - Scolo Palù
  - Scaranto Monterosso
  - Scolo Franchetti
  - Scolo Cimitero
- Scolo Ca' Vecchie, proveniente dall'omonimo centro abitato

Acque provenienti da Grancona e Sarego
- Dugale, immissario dal territorio di Santa Apollonia
- Fosso Ongaro, scolo che nasce dai rilievi tra la Valle del Chiampo e la Val Liona
- Scolo Masetto, che tra Meledo e Sarego raccoglie:
  - Fossa Veneziana

Acque provenienti da Lonigo
- Scolo Massima, condiviso con Sarego
- Canale artificiale Bressana-Fiumicello, collegamento di drenaggio nel centro urbano di Lonigo

Destri
Acque provenienti da Brendola
- Roggia Signolo, che affluisce presso la Strada statale 500 di Lonigo
- Canale Madonna dei Prati, proveniente dalle fonti sotterranee nella zona di Pedocchio
- Braggio, sorge presso Casavalle per immettersi a Vo'
- Risarola, nascente dalla cosiddetta Fonte dell'Orco e sfociante in località Pila, in una chiusa
- Anguissolo, che raccoglie le acque delle risorgive di Vo' e Rondole

Acque provenienti da Sarego e Montebello Vicentino
- Roggia S. Gomeo, formata da risorgive
- Canali Frigon-Meledo

## Bacino di espansione
A causa delle abbondanti precipitazioni che hanno interessato il Vicentino negli anni 2010 e a seguito degli avvenimenti dell'alluvione del Veneto del 2010, è stato realizzato un bacino di espansione nel 2013. La Giunta regionale del Veneto, in merito, descrive «episodi di insufficienza della rete di bonifica del tratto ai piedi dei Colli Berici: in particolare nei sottobacini degli scoli Palù, Dugale e Massina, per effetto di livelli idrometrici elevati del fiume Brendola; si tratta per lo più di esondazioni di breve durata in aree a carattere fortunatamente agricolo, prodotte dai repentini apporti idrici provenienti dai rilievi».
L'intera piana di Brendola era caratterizzata appunto da una facile alluvione che copriva d'acqua tutti i settori agricoli; non è un caso che quell'area sia adibita a coltivazione, dato che sino all'epoca moderna è stata a carattere paludoso e la popolazione ha sempre saputo della scarsa edificabilità e la necessità di continue bonifiche. Il bacino di espansione è in funzione e sorge ai piedi dei colli, tra il laghetto Palù e il centro urbano di S. Vito.